# 北海道道478号京極倶知安線
北海道道478号京極倶知安線（ほっかいどうどう478ごう きょうごくくっちゃんせん）は、北海道虻田郡京極町と倶知安町を結ぶ一般道道（北海道道）である。

## 概要

### 路線データ
- 起点：北海道虻田郡京極町字京極（国道276号・北海道道784号黒橋京極線交点）
- 終点：北海道虻田郡倶知安町字高砂（国道5号交点）
- 総延長：12.272 km
- 実延長：12.240 km
- 重用延長：0.032 km

### 道路管理者
- 後志総合振興局 小樽建設管理部 真狩出張所

## 歴史
- 1965年（昭和40年）3月26日 - 路線認定[1]。

## 路線状況

### 道路施設

#### 道の駅
- 道の駅名水の郷きょうごく（京極町字川西）

## 地理

### 通過する自治体
- 後志総合振興局
  - 虻田郡京極町
  - 虻田郡倶知安町

### 交差する道路
京極町
- 国道276号 - 字京極（起点）
- 北海道道784号黒橋京極線 - 字京極（起点）

倶知安町
- 国道5号 - 字高砂（終点）

### 沿線にある施設など
京極町
- ようてい農協京極支所
- Aコープようてい京極店
- 京極温泉

倶知安町
- 倶知安駐屯地

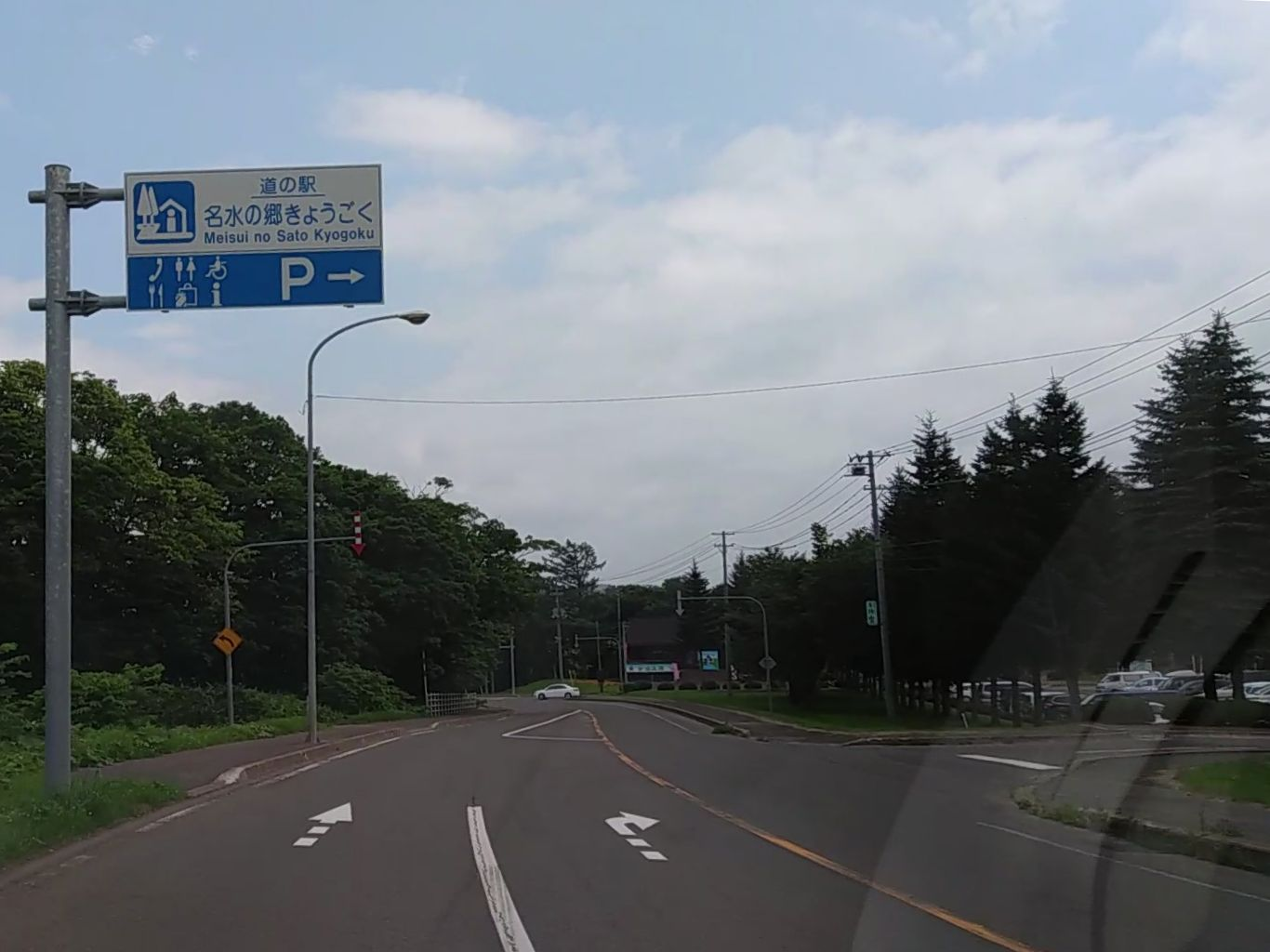
北海道道478号京極倶知安線沿線の道の駅名水の郷きょうごく付近（終点側から、2018年7月撮影）
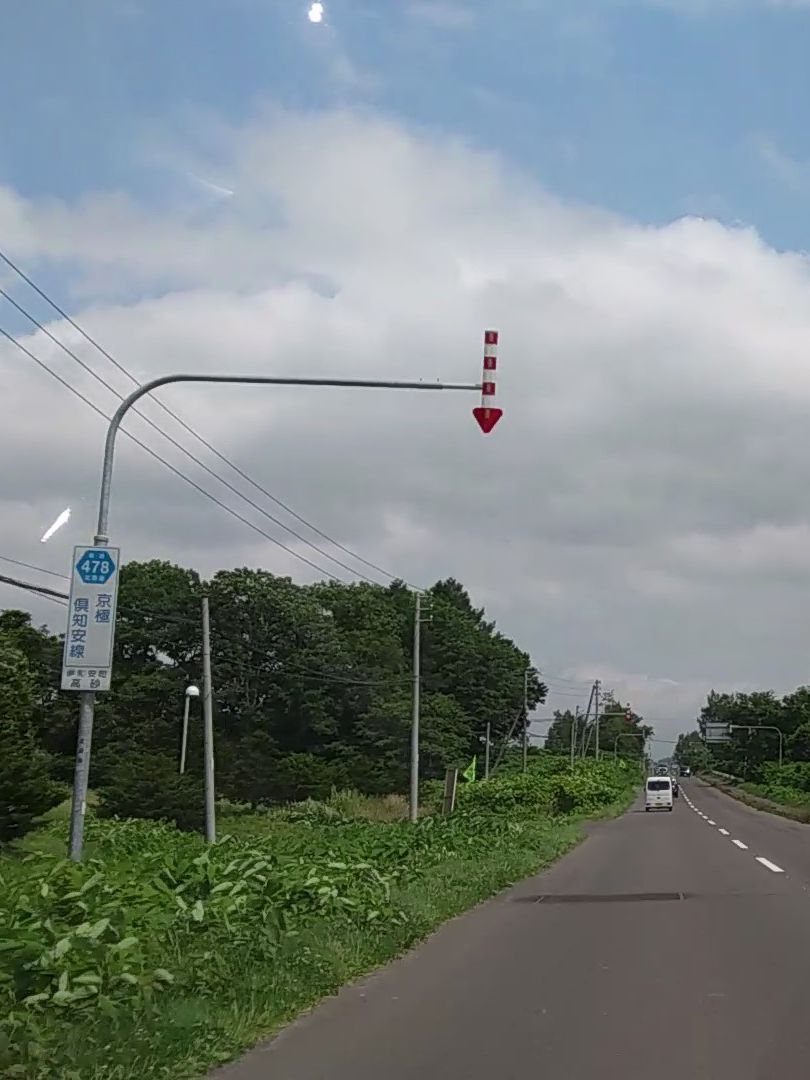
北海道道478号京極倶知安線・道道番号と路線名の標識-1（終点側から、2018年7月撮影）
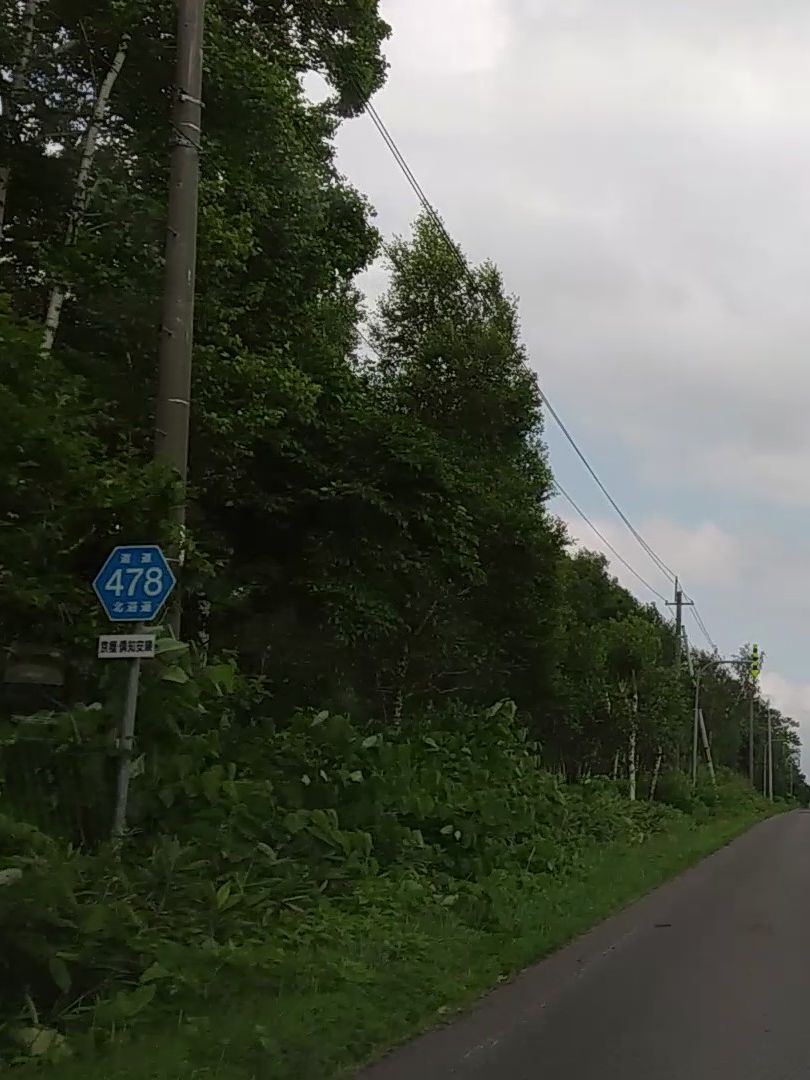
北海道道478号京極倶知安線・道道番号と路線名の標識-2（終点側から、2018年7月撮影）